# Шленграф, Вилим
Шленграф (Снелгроув, Стенграф, Шнель-Граф, Снелльграф, Снель-гроф, Граф, Шлёнграф, Шленграф, граф Васильев, Вадзе Дирикс Граф) Вилим англ. Snelgrove William (ок. 1665-после 1710) — англичанин на русской службе, судостроитель, корабельный подмастерье, строил военные суда на Воронежской и Олонецкой верфях.

## Биография
В самом начале XVIII века под фамилией Снелгроув был принят на русскую службу вторым учеником корабельного мастера Ричарда Козенца на Воронежскую верфь с годовым окладом 130 рублей.
В 1702 году был переведён на Олонецкую верфь, где числился под именем Ватзе Дирикс Граф. В 1703 году построил шмак «Гут-Драгер» и буер «Бир-Драгер» — оба судна принимали участие в Северной войне, использовались для доставки грузов в приморские крепости и на верфи. В июле 1704 года спустил на воду построенные им 14-пушечные шнявы «Ямбург» и «Копорье».
В декабре 1704 года, вместе с князем Романом Мещерским, был послан под именем графа Васильева с «кореляны» в Петербургский, Шлиссельбургский, Копорский и Ладожский уезды для описи и осмотра леса, пригодного для строительства кораблей. Работа была проведена за две недели.
В 1705 году на Олонецкой верфи построил 18-пушечные шнявы «Лукс» и «Снук». Затем был послан на верфь в Селицком рядке на реке Волхов, где строил шнявы «Адлер» и «Бевер». 14 (25) апреля 1705 года c десятью плотниками был командирован с Олонецкой верфи в Дерпт. 22 апреля (3 мая) 1705 года вместе со всей группой прибыл в распоряжение дерптского обер-коменданта и вскоре по приказу Петра I заложил там 3 шнявы, которые должны были усилить отряд, сформированный из захваченных в 1704 году у шведов судов.
В ноябре 1708 года на Олонецкой верфи вместе с корабельным подмастерьем Ричардом Бентом (умер в 1710 году) заложил 50-пушечный корабль без названия, который был спущен на воду в июле 1711 года, а в следующем 1712 году разбился в Ладожском озере. В 1710 году корабельный подмастерье Вилим Шленграф был переведён в Санкт-Петербурге, где построил два прама: 17-пушечный «Буйвол» и 24-пушечный «Бык», которые во время Северной войны использовались для обороны Ревеля.
В 1711 году ему был повышен ежемесячный оклад на 25 рублей.
Дальнейшая судьба неизвестна.